# Cultura de la provincia de Santa Fe
Santa Fe es una provincia de Argentina con amplio aporte en la historia del país.

## Monumento a la Bandera

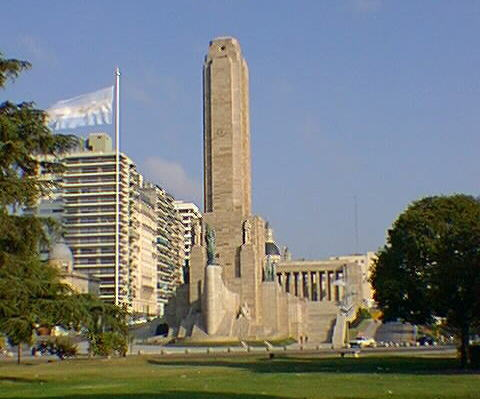
Monumento Nacional a la Bandera

El Monumento Histórico Nacional a la Bandera es una construcción símbolo de la ciudad de Rosario. Está asentado en el Parque Nacional a la Bandera, en el lugar donde el general Manuel Belgrano enarboló por primera vez la Bandera Argentina, el 27 de febrero de 1812, a orillas del río Paraná. Por conmemorar el nacimiento de la insignia patria, a la que alude su nombre, es único en su tipo.[cita requerida]
Fue diseñado por los arquitectos Ángel Guido y Alejandro Bustillo, y colaboraron los escultores Alfredo Bigatti y José Fioravanti. Luego se agregarían obras de Eduardo Barnes y accesorios de Pedro Cresta.
Posee una torre de 70 m de altura con mirador en la cima, una cripta en homenaje al general Manuel Belgrano, un Patio Cívico y el Propileo. En el subsuelo de este último se halla la Sala de Honor de las Banderas de América.
Un dibujo de este monumento aparece en el reverso de los billetes de 10 pesos.

## Camino de la Constitución

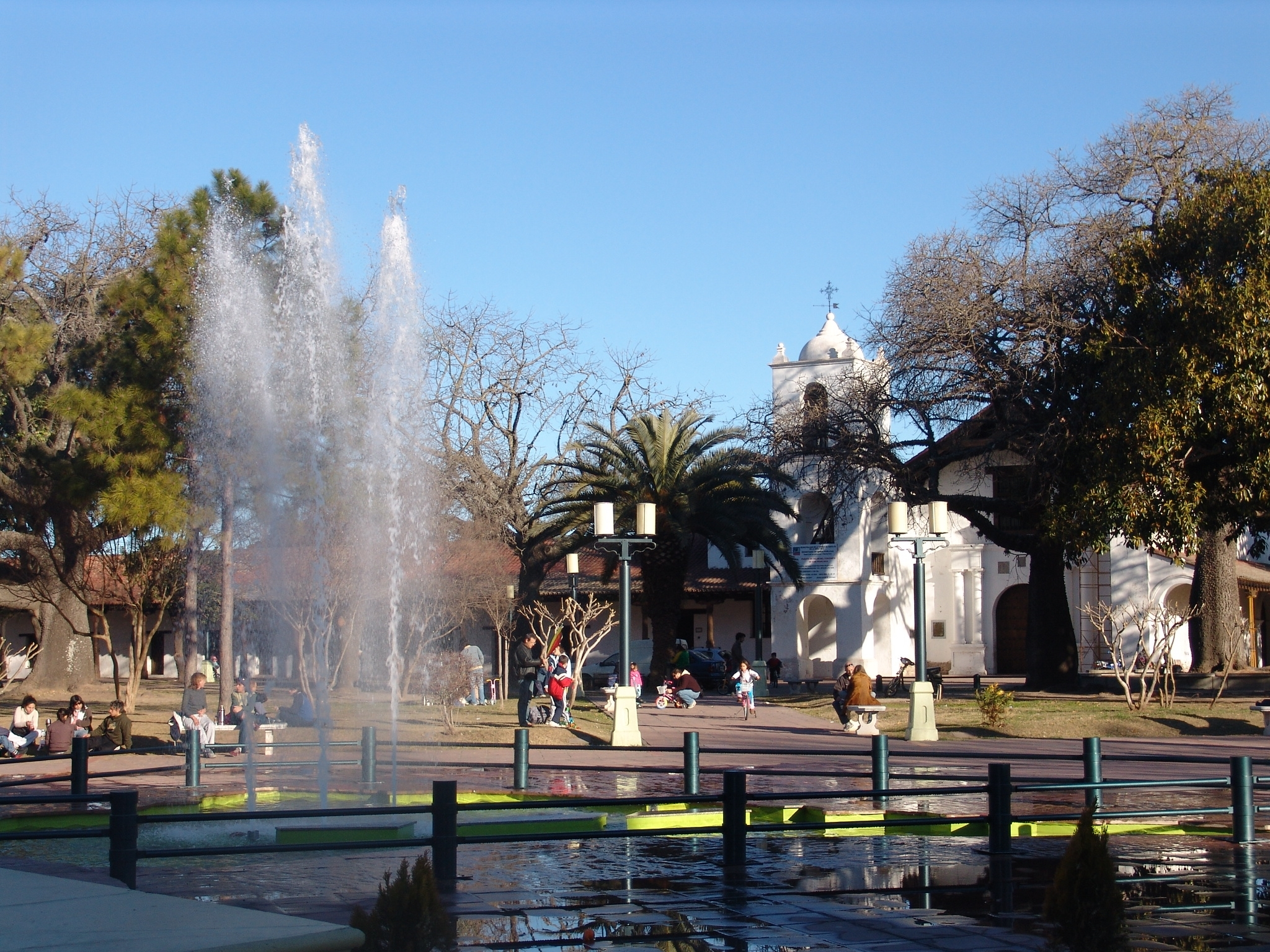
Paseo de las Dos Culturas, una parte del camino.

El Camino de la Constitución es un recorrido museológico de la Ciudad de Santa Fe que integra 18 sitios y edificios de valor simbólico y arquitectónico, de la tradición constitucionalista en la trama urbana de la ciudad. La propuesta integra diversas funciones: histórica, cultural, educativa y turística, y pone de relieve su vida política pasada y presente relacionada con los diferentes procesos y acontecimientos vinculados con la Carta Magna.

## Bandera de la Provincia de Santa Fe

Bandera de Santa Fe.

La actual bandera de la provincia argentina de Santa Fe fue adoptada como tal en 1986. La provincia tuvo 6 banderas oficiales. La actual tiene tres franjas verticales (de izquierda a derecha: rojo, blanco y celeste), en el espacio en blanco tiene dos flechas de los indígenas vencidos por la lanza de la “civilización”, y sobre estas, la mitad de un sol rodeado por redondo de color dorado con la inscripción: “Provincia Invencible de Santa Fe”.

## Escudo de la Provincia de Santa Fe

Escudo de la Provincia de Santa Fe.

El Escudo de la provincia de Santa Fe fue establecido por Ley provincial 2537 del 28 de junio de 1937, que fuera reglamentada por el decreto 13212 del Poder Ejecutivo provincial en septiembre de 1951.

## Música
El estilo de música de los santafesinos es muy variado como el resto de la Argentina, pero los estilos más arraigados son la cumbia santafesina, el rock nacional y la música tradicional.

### Cumbia santafesina
La cumbia santafesina es un estilo musical, subgénero de la cumbia argentina, surgido en la Ciudad de Santa Fe.
Tiene la particularidad de que su instrumento de cabecera es el acordeón a piano, que en el último tiempo ha ido siendo sustituido en varias bandas por la guitarra eléctrica, la cual debe ser hábilmente ejecutada. Cuando este ritmo colombiano fue introducido al país, tuvo una gran aceptación, y más específicamente en Santa Fe (provincia caracterizada por dicho género) y en el sur del Gran Buenos Aires donde hoy es prácticamente un estilo de vida escuchar dicha música.

### Rock nacional

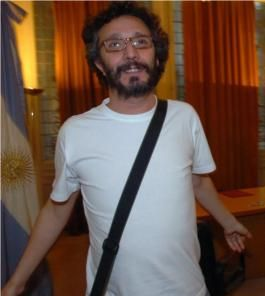
Fito Páez en una visita a la Casa Rosada, 2006.

El rock argentino (en Argentina rock nacional) es un género musical muy amplio aplicado a cualquier variedad de rock, punk, new wave y heavy metal argentino, entre otros estilos musicales. En la provincia, la ciudad de Rosario desde la década de 1960 ha sido referente con artistas como Lito Nebbia, Fito Páez, Silvina Garré, Adrián Abonizio, Lalo de los Santos, entre otros, los cuales son catalogados como "La trova Rosarina". En la actualidad, el rock del underground y parte del mainstream con bandas destacadas como Cielo Razzo, los Vándalos y Vilma Palma e Vampiros.

### Música tradicional
Música tradicional es una expresión que se utiliza en Argentina para denominar un estilo de músicas, ritmos y danzas populares de raíz folklórica característicos de la región del litoral argentino, definida por los ríos Paraná, Uruguay y Paraguay, integrada por las tres provincias mesopotámicas (Misiones, Corrientes y Entre Ríos) y las provincias de Formosa, Chaco y Santa Fe. La música litoraleña argentina forma parte de una región musical más amplia influenciada por la cultura guaraní, que abarca también la música paraguaya que se interpreta en todo el Paraguay, la música gaúcha del sur de Brasil y la música litoraleña del Uruguay. Entre los estilos musicales y danzas que integran la música litoraleña se encuentran el chamamé, la guarania, el purahéi o canción litoraleña-paraguaya, la polka paraguaya, la polka correntina, la polquita rural, la galopa o galopera, la chamarrita, el rasguido doble, el valseado, el chotis, la ranchera, el gualambao, la canción misionera, la kolomeica, el balerón. Entre los instrumentos característicos de la música litoraleña se destacan el acordeón y el arpa paraguaya, siendo también de gran importancia la guitarra criolla. La música litoraleña es básicamente bilingüe, cantándose tanto en idioma español como en idioma guaraní. Otra característica específica de la música litoraleña es que todos los estilos se bailan con la pareja enlazada, generalmente con coreografía libre.

## Gastronomía
La gastronomía de Santa Fe, al igual que la de Argentina, se caracteriza y diferencia de las gastronomías del resto de América por dos aportes europeos: el italiano y el español, que constituyen sus características principales, completados por los aportes de etnias aborígenes.
Una de las comidas tradicionales de Santa Fe es el sábalo (un pez autóctono de esa zona) a la parrilla, pato al escabeche y pescado relleno.
Entre las infusiones típicas están en primer lugar el mate y luego el tereré. También el té, el mate cocido, el café con leche y el té con leche. Respecto a las bebidas alcohólicas, se destaca el consumo de la cerveza, es así que a Santa Fe la llaman Tierra de Paladares Exquisitos, ya que se encuentra en la Ciudad de Santa Fe la Cervecería Santa Fe en donde se hacen las cervezas más populares de Sudamérica y del mundo.

## Habla
La provincia Santa Fe es uno de los principales provincias donde se habla el dialecto castellano rioplatense. Las diferencias dialectales con la Ciudad Autónoma de Buenos Aires, sus alrededores y otras ciudades de la misma área son mínimas, aunque los santafesinos están comúnmente acostumbrados a aspirar y suprimir la -s final más que los porteños y bonaerenses del primer cordón de la región metropolitana de Buenos Aires
Por otro lado, en la ciudad de Santa Fe están en uso un cierto número de palabras y locuciones desconocidos tanto en Buenos Aires como en España.
La mayoría de tales palabras no son exclusivas de Santa Fe, sino que se las usa también en otras ciudades de la provincia (principalmente Rosario) y en ciudades de otras provincias, tales como Córdoba; pero constituyen un elemento claramente diferenciador entre las variedades santafesina y porteña del castellano rioplatense.
Ejemplos: